# She Wolf (album)
She Wolf è l'ottavo album in studio della cantante colombiana Shakira, pubblicato il 9 ottobre 2009 dalla Epic Records.
Terzo album in lingua inglese, il disco è uscito prima in Italia, Germania, Irlanda e Svizzera, successivamente nel resto d'Europa e infine nel novembre 2009 negli Stati Uniti d'America. Per la sua realizzazione la cantante ha collaborato con diversi produttori tra cui The Neptunes, John Hill e Wyclef Jean, quest'ultimo produttore della celebre hit Hips Don't Lie. Delle 12 tracce dell'album, le ultime tre sono versioni in lingua spagnola.
Nel 2010 l'album è stato riproposto con l'aggiunta del successo internazionale Waka Waka (This Time for Africa), colonna sonora dei mondiali di calcio in Sudafrica. In seguito a tale pubblicazione, il disco è rientrato nella classifica degli album più venduti in Italia in prima posizione, venendo certificato disco di platino per le oltre 60 000 copie vendute.

## Descrizione
Con questo album Shakira abbandona il sound pop latino che l'aveva resa celebre per sperimentare stili musicali differenti: l'album è un mix di elettropop e dancehall con qualche tocco orientale. Parlando dell'album, Shakira ha detto:
 È molto elettronico e orientato alla dance music e alla musica da club. È stato creato per far divertire la gente e farle dimenticare i suoi problemi" dice Shakira.
In un'intervista rilasciata al quotidiano El Universal, Shakira menzionò 9 delle 12 canzoni che appaiono nella tracklist finale dell'album assieme ad altre due inedite: una in inglese, intitolata Send Me an Angel, e una in spagnolo, Devoción (in collaborazione con Gustavo Cerati). La canzone Devoción farà poi parte dell'album successivo della cantante, Sale el Sol.
In un'intervista su MTV, Shakira ha dichiarato che la sua canzone preferita dell'album è Men in this Town, anche se, per volere della sua casa discografica, non è stata pubblicata come singolo. Il brano Good Stuff viene utilizzato a partire da ottobre 2010 nello spot per la promozione dei nuovi modelli della serie Seat Ibiza e Seat Leon che prendono il nome Good Stuff proprio dal brano dell'album di Shakira.

## Produzione
Shakira è stata coinvolta in ogni fase della produzione dell'album. Ha speso più di un anno a scrivere canzoni: per la produzione dell'album furono realizzati più di 60 brani tra i quali poi sono stati accuratamente selezionati quelli per l'album.
Shakira ha dichiarato al magazine Rolling Stone che l'album è stato registrato da Gustavo Celis in diverse sessioni da dodici ore al giorno, principalmente alle Bahamas, con la collaborazione di John Hill, Pharrell Williams e altri. Il lavoro eseguito in quel periodo l'ha aiutata a trasformare il suo sound pop latino, tipico di Hips Don't Lie, in qualcosa di più ballabile.
Shakira ha lavorato anche con Timbaland per la produzione del secondo singolo destinato al mercato statunitense, Give It Up to Me, registrato inizialmente per l'album del produttore, Shock Value II. Rolling Stone confermò che inizialmente la canzone comprendeva Timbaland rappare, ma le sue strofe furono poi cantate da Flo Rida e infine da Lil Wayne. La decisione di Shakira di entrare nel progetto causò il posticipo della pubblicazione dell'album negli Stati Uniti.

## Pubblicazione
Il sito ufficiale di Shakira annunciò che l'album sarebbe stato pubblicato nell'ottobre del 2009 con una predominanza di canzoni in inglese, e annunciò anche la pubblicazione a fine 2010 di un successivo album interamente in spagnolo, Sale el Sol
Il primo singolo dell'album inglese è She Wolf, scritto da Shakira e John Hill. La versione spagnola, Loba, viene diffusa il 29 giugno del 2009, mentre She Wolf viene ascoltata la prima volta il 13 luglio su Z100 e KIIS-FM.
Il 14 luglio She Wolf e Loba sono state rese disponibili per il download su iTunes. Il secondo singolo estratto dall'album è Did It Again in Europa, mentre è stato scelto Give It Up to Me per gli Stati Uniti. Il terzo singolo (quarto in totale) è Gypsy, trasmessa dalle radio italiane dalla terza settimana di febbraio, mentre per il mercato latino la sua versione spagnola, Gitana.
In Argentina, Colombia e altri paesi spagnoli, l'album è stato ripubblicato il 22 marzo 2010 con contenuti extra, come la versione spagnola di Gypsy e diversi remix.
In Italia, il 15 giugno è stato pubblicato un box speciale contenente l'album She Wolf e il CD singolo di Waka Waka (This Time for Africa). Il singolo, scelto come inno dei mondiali di calcio in Sudafrica, ha un successo tale da permettere al disco di raggiungere la prima posizione tra gli album più venduti, mai raggiunta prima di allora.
Secondo FIMI, She Wolf è stato il 17º album più venduto in Italia nel 2010.

## Tracce
CD standard (Epic 88697 595872 (Sony) / EAN 0886975958726)
1. She Wolf – 3:10 (Shakira, Sam Endicott, John Hill)
2. Did It Again – 3:14 (Shakira, Pharrell Williams)
3. Long Time – 2:56 (Shakira, Pharrell Williams)
4. Why Wait – 3:43 (Shakira, Pharrell Williams)
5. Good Stuff – 3:17 (Shakira, Pharrell Williams)
6. Men in This Town – 3:35 (Shakira, Sam Endicott, John Hill)
7. Gypsy – 3:19 (Shakira, Amanda Ghost, Ian Dench, Carl Sturken, Evan Rogers)
8. Spy (feat. Wyclef Jean) – 3:27 (Shakira, Wyclef Jean)
9. Mon Amour – 4:06 (Shakira, Albert Menendez)
10. Lo hecho está hecho – 3:13 (Shakira, Jorge Drexler, Pharrell Williams)
11. Años luz – 3:43 (Shakira, Jorge Drexler, Pharrell Williams)
12. Loba – 3:10 (Shakira, Jorge Drexler, Sam Endicott, John Hill)

Tracce bonus nell'edizione giapponese
1. She Wolf (Calvin Harris Remix) – 4:48 (Shakira, Sam Endicott, John Hill)

Tracce bonus in Medio Oriente
1. She Wolf (Said Mrad Club Mix) – 5:45 (Shakira, Sam Endicott, John Hill)
2. She Wolf (Fahmy and Samba's SphinxMix) – 7:18 (Shakira, Sam Endicott, John Hill)
3. She Wolf (MindLoop Collective Lounge Mix) – 10:12 (Shakira, Sam Endicott, John Hill)

Tracce bonus nella Platinum Edition libanese
1. She Wolf (Beirutbiloma Mix)
2. Give It Up To Me (feat. Lil Wayne, Timbaland)
3. Good Stuff (feat. Ragheb Alama)

Tracce bonus (Stati Uniti, Sudamerica e Messico)
1. Give It Up to Me (feat. Lil Wayne) – 3:05 (Timothy Mosley, Shakira, Dwayne Carter, Amanda Ghost)
2. Did It Again (Remix feat. Kid Cudi) – 3:48
3. Gypsy (Live) – 3:27
4. She Wolf (Live) – 3:10
5. Lo hecho está hecho (Remix feat. Pitbull) – 4:24

Tracce bonus (America latina)
1. Loba (Poncho Club Remix) – 3:50

Tracce bonus (Spagna)
1. Gitana – 3:27
2. Lo hecho está hecho (Remix feat. Pitbull) – 4:24
3. Gypsy (En Vivo Remix) – 3:27
4. She Wolf (Deeplick Club Remix) – 7:05
5. Loba (Deep Mariano Remix) – 4:34

DVD Bonus
1. She Wolf (Music Video) – 3:49
2. She Wolf (Making of the Video) – 16:33
3. Gypsy (Live) – 3:27
4. Why Wait (Live) – 3:24

## Classifiche
| Classifica (2009) | Posizione massima |
| ----------------- | ----------------- |
| Argentina         | 1                 |
| Austria           | 4                 |
| Belgio (Fiandre)  | 12                |
| Belgio (Vallonia) | 11                |
| Canada            | 18                |
| Danimarca         | 31                |
| Europa            | 2                 |
| Finlandia         | 21                |
| Francia           | 7                 |
| Germania          | 3                 |
| Grecia            | 22                |
| Irlanda           | 1                 |
| Italia            | 1                 |
| Giappone          | 26                |
| Messico           | 1                 |
| Norvegia          | 24                |
| Paesi Bassi       | 5                 |
| Regno Unito       | 4                 |
| Portogallo        | 5                 |
| Spagna            | 2                 |
| Stati Uniti       | 15                |
| Svezia            | 23                |
| Svizzera          | 1                 |
| Ungheria          | 23                |

## Date di pubblicazione
She Wolf è stato concepito dalla stessa Shakira il 9 ottobre 2009 in alcuni Paesi europei, mentre negli Stati Uniti e in Canada è stato pubblicato con un mese di posticipo, perché Shakira, per approntare l'album She Wolf anche in Nord America, ha lavorato per tutto ottobre alla produzione e registrazione del secondo singolo destinato al mercato statunitense, ovvero Give It Up To Me.

### Versione inglese
| Paese         | Data di pubblicazione | Formato                                   | Etichetta                |
| ------------- | --------------------- | ----------------------------------------- | ------------------------ |
| Austria       | 9 ottobre 2009        | Edizione standard (CD, download digitale) | Sony Music Entertainment |
| Belgio        | 9 ottobre 2009        | Edizione standard (CD, download digitale) | Sony Music Entertainment |
| Germania      | 9 ottobre 2009        | Edizione standard (CD, download digitale) | Sony Music Entertainment |
| Italia        | 9 ottobre 2009        | Edizione standard (CD, download digitale) | Sony Music Entertainment |
| Irlanda       | 9 ottobre 2009        | Edizione standard (CD, download digitale) | Sony Music Entertainment |
| Paesi Bassi   | 9 ottobre 2009        | Edizione standard (CD, download digitale) | Sony Music Entertainment |
| Svizzera      | 9 ottobre 2009        | Edizione standard (CD, download digitale) | Sony Music Entertainment |
| Nuova Zelanda | 9 ottobre 2009        | Edizione standard (CD, download digitale) | Sony Music Entertainment |
| Francia       | 12 ottobre 2009       | Edizione standard (CD, download digitale) | Jive Epic, Sony Music    |
| Regno Unito   | 12 ottobre 2009       | Edizione standard (CD, download digitale) | RCA Records              |
| Regno Unito   | 12 ottobre 2009       | Edizione estesa (CD, download digitale)   | RCA Records              |
| Danimarca     | 12 ottobre 2009       | Edizione standard (CD, download digitale) | Sony Music Entertainment |
| Finlandia     | 12 ottobre 2009       | Edizione standard (CD, download digitale) | Sony Music Entertainment |
| Grecia        | 12 ottobre 2009       | Edizione standard (CD, download digitale) | Sony Music Entertainment |
| Filippine     | 14 ottobre 2009       | Edizione standard (CD, download digitale) | Sony Music Entertainment |
| Svezia        | 14 ottobre 2009       | Edizione standard (CD, download digitale) | Sony Music Entertainment |
| Norvegia      | 14 ottobre 2009       | Edizione standard (CD, download digitale) | Sony Music Entertainment |
| Giappone      | 14 ottobre 2009       | Edizione standard (CD, download digitale) | Sony Music Japan         |
| Brasile       | 15 ottobre 2009       | Edizione standard (CD, download digitale) | Sony Music Entertainment |
| Turchia       | 22 ottobre 2009       | Edizione standard (CD, download digitale) | Sony Music Entertainment |
| Australia     | 6 novembre 2009       | Edizione standard (CD, download digitale) | Sony Music Entertainment |
| Canada        | 23 novembre 2009      | Edizione standard (CD, download digitale) | Sony Music Entertainment |
| Stati Uniti   | 23 novembre 2009      | Edizione speciale (CD, download digitale) | Epic Records             |
| Italia        | 1º giugno 2010        | 2x Vinile, Edizione glitterati (CD)       | Epic Records             |

### Versione spagnola
| Paese       | Data di pubblicazione | Formato                                   | Etichetta                |
| ----------- | --------------------- | ----------------------------------------- | ------------------------ |
| Colombia    | 10 ottobre 2009       | Edizione standard (CD, download digitale) | Sony Music Entertainment |
| Messico     | 12 ottobre 2009       | Edizione standard (CD, download digitale) | Sony Music Entertainment |
| Sud America | 12 ottobre 2009       | Edizione standard (CD, download digitale) | Sony Music Entertainment |
| Portogallo  | 12 ottobre 2009       | Edizione standard (CD, download digitale) | Sony Music Entertainment |
| Spagna      | 13 ottobre 2009       | Edizione standard (CD, download digitale) | Sony Music Entertainment |
| Argentina   | 22 marzo 2010         | Edizione speciale (CD, download digitale) | Sony Music Entertainment |